# Orthonychiidae
Famille
Les Orthonychiidae sont une famille fossile de mollusques gastéropodes de l'ordre fossile des Cyrtoneritimorpha (sous-classe des Neritimorpha). 

## Classification
Le famille des Orthonychiidae est créée en 1999 par Klaus Bandel (d) et Jiri Frýda (d),.
Les différentes espèces datent du Silurien au Permien et ont été trouvées en Asie, aux Amériques, en Australie et en Europe.

## Liste des genres
Selon GBIF (1er janvier 2024) :
- † Igoceras Hall, 1859
- † Orthonychia Hall, 1843

## Publication originale
- (en) Klaus Bandel et Jiří Frýda, « Notes on the evolution and higher classification of the subclass Neritimorpha (Gastropoda) with the description of some new taxa », Geologica et palaeontologica, vol. 33, no 2,‎ 30 septembre 1999, p. 219-235 (ISSN 0072-1018, lire en ligne).